# Trentepohlia luteicosta
Trentepohlia luteicosta är en tvåvingeart som beskrevs av Alexander 1973. Trentepohlia luteicosta ingår i släktet Trentepohlia och familjen småharkrankar. Inga underarter finns listade i Catalogue of Life.